# 山德罗·贝卢奇
山德罗·贝卢奇（義大利語：Sandro Bellucci，1955年2月21日—），意大利男子田径运动员。他曾代表意大利参加1984年和1988年夏季奥林匹克运动会田径比赛，其中1984年奥运会获得一枚铜牌。